# 西南飘拂草
西南飘拂草（学名：Fimbristylis thomsonii）为莎草科飘拂草属下的一个种。

## 扩展阅读
- 維基物種上的相關：西南飘拂草